# Garrafe de Torío
Garrafe de Torío è un comune spagnolo di 1 188 abitanti situato nella comunità autonoma di Castiglia e León.